# Arrondissement Lascahobas

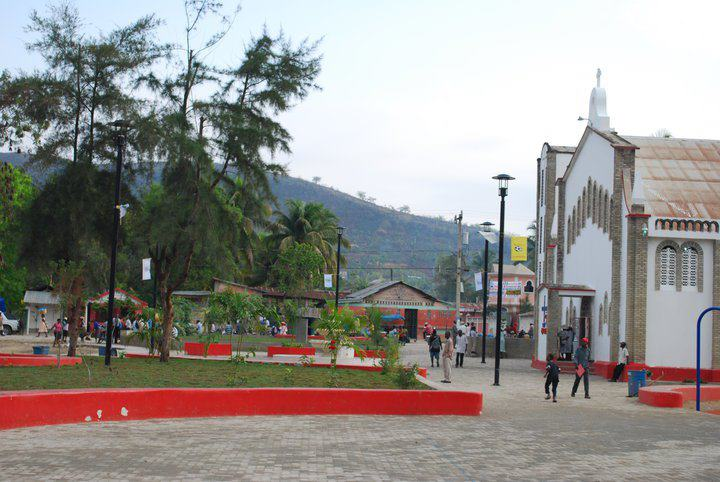
Teilansicht des Marktplatzes von Lascahobas am Eingang zum Stadtzentrum

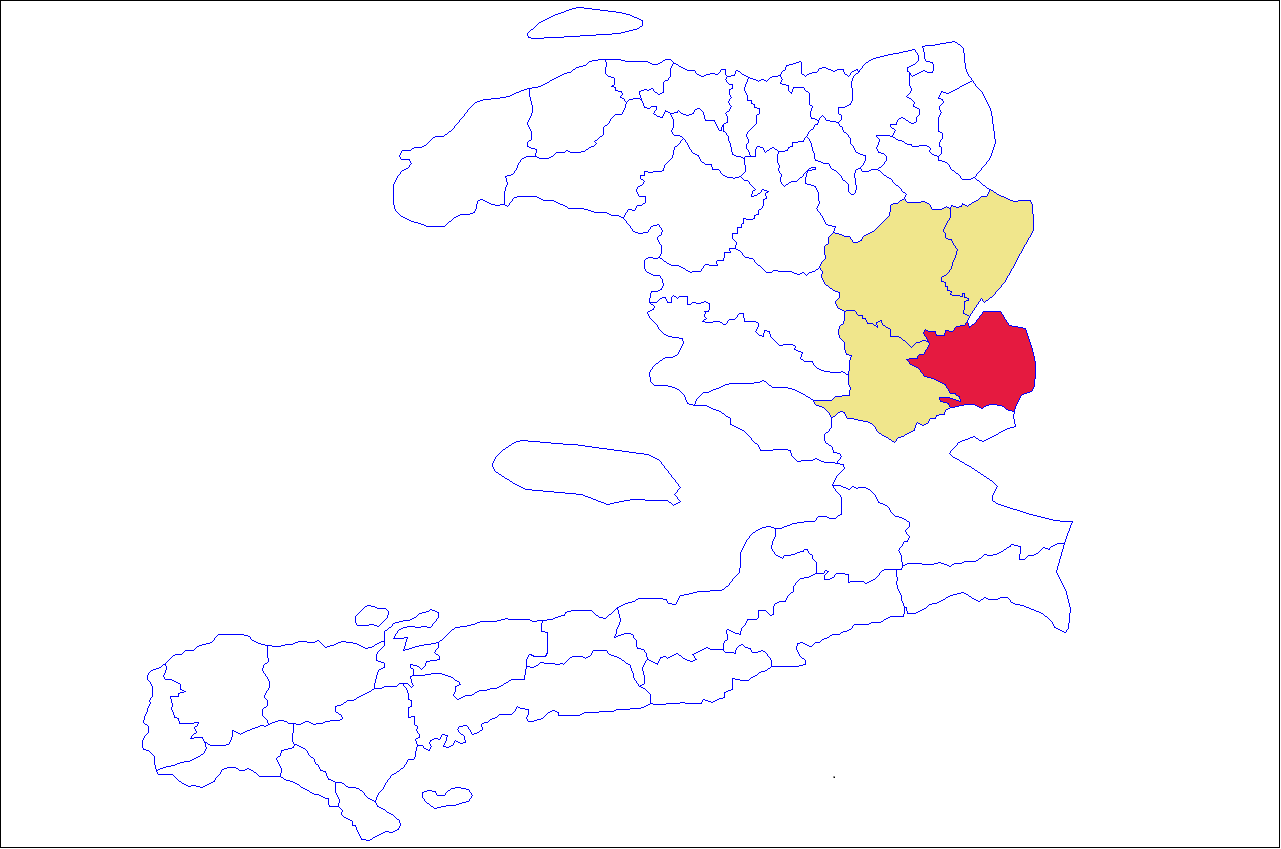
Lage des Arrondissement Lascahobas in Haiti und im Département Centre

Das Arrondissement Lascahobas (haitianisch-kreolisch: Laskawobas) ist eine der vier Verwaltungseinheiten des Département Centre, Haiti. Hauptort ist die Stadt Lascahobas.

## Lage und Beschreibung
Das Arrondissement liegt im Osten des Départments Centre und grenzt an die Dominikanische Republik. Benachbart ist im Norden das Arrondissement Hinche, im Süden das Arrondissement Croix-des-Bouquets und im Westen das Arrondissement Mirebalais.
In dem Arrondissement gibt es drei Gemeinden
- Lascahobas (rund 45.000 Einwohner),
- Belladère (rund 86.000 Einwohner) und
- Savanette (rund 36.000 Einwohner).

Das Arrondissement hat rund 168.000 Einwohner (Stand: 2015).
Die Route départementale RD-305 führt von der Route Nationale 3 (RN-3) in Mirebalais durch das Arrondissement zur Grenze mit der Dominikanischen Republik bei Belladère/Comendador.